# 3. Panzerarmee (Wehrmacht)
Die 3. Panzerarmee / Panzerarmeeoberkommando 3 (PzAOK 3) war eine Kommandobehörde des Heeres der Wehrmacht während des Zweiten Weltkrieges. Sie war Oberkommando jeweils wechselnder Armeekorps sowie zahlreicher Spezialtruppen.

## Geschichte
Die Panzergruppe 3 wurde am 16. November 1940 durch die Beförderung des Generalkommandos XV. Armeekorps (mot.) gebildet, das zuvor im Polen- und Westfeldzug eingesetzt worden war. Führer des Verbands blieb der nach dem Westfeldzug zum Generaloberst beförderte Hermann Hoth. Anfangs in Frankreich der 1. Armee unterstellt, wechselte der Stab im Winter 1940/41 zur Heeresgruppe C in die Heimat.

### 1941
In Vorbereitung auf das Unternehmen Barbarossa wurde die Panzergruppe nach Polen verlegt, um im Verband der Heeresgruppe Mitte am Angriff auf die Sowjetunion teilzunehmen. Die Panzergruppe 3 griff am 22. Juni 1941 aus dem Frontvorsprung von Suwałki in Richtung auf Olita und Grodno an, neben vier Panzer- und drei motorisierten Divisionen waren ihr zusätzlich 4 Infanteriedivisionen zugeteilt worden:
- VI. Armeekorps (Gen. der Pion. Förster) mit 6. und 26. Infanterie-Division
- V. Armeekorps (Gen. der Inf. Ruoff)  mit 5. und 35. Infanterie-Division
- XXXIX. Armeekorps (mot.) (Gen. der Pz.Trp. Schmidt) mit 7. und 20. Panzer-Division sowie 14. und 20. Infanterie-Division (mot.)
- LVII. Armeekorps (mot.) (Gen. der Pz.Trp. Kuntzen) mit 12. und 19. Panzer-Division sowie 18. Infanterie-Division (mot.)

Die deutsche 9. Armee und Hoths Truppen bildeten während der Kesselschlacht bei Białystok und Minsk den nördlichen Zangenarm, der im Zusammenwirken mit dem südlichen Panzerkeil der Panzergruppe 2 zur Einkesselung der sowjetischen Westfront führte. Im direkten Anschluss trat die Panzergruppe 3 im Juli zur Kesselschlacht bei Smolensk an, in deren Verlauf der deutsche Vormarsch an der Dnepr-Düna-Linie zeitweise gestoppt wurde. Im September erfolgte eine Umgliederung in Vorbereitung auf die Wiederaufnahme der Offensivhandlungen mit dem Ziel, über Wjasma und Rschew auf Moskau vorzustoßen. Dabei wurde die Panzergruppe durch Abgaben anderer Armeen zeitweilig auf vier Korps verstärkt. In der Kesselschlacht von Wjasma (2.–16. Oktober) gelang der Durchbruch durch die sowjetischen Linien, worauf die Panzergruppe den Auftrag erhielt, auf Kalinin vorzugehen. Hoth war während dieses Angriffs zur 17. Armee abberufen und durch den General der Panzertruppe Georg-Hans Reinhardt abgelöst worden. Der deutsche Vormarsch blieb nun aufgrund des Beginns der Schlammperiode (Rasputiza) bis zum Einsetzen des Frostes Mitte November 1941 stecken. In der Schlacht um Moskau gelang der Vorstoß zum Iwankowoer Stausee und zum Moskau-Wolga-Kanal, bis die Anfang Dezember einsetzende Gegenoffensive der West- und Kalininer Front die Panzergruppe zum Rückzug zur Lama zwang.

### 1942/43
Am 1. Januar 1942 wurde die Panzergruppe in 3. Panzerarmee umbenannt. Zusammen mit der 9. Armee und der 4. Panzerarmee geriet die Armee Anfang 1942 in Gefahr, im Raum Rschew bis Juchnow eingekesselt zu werden (→ Schlacht von Rschew). Das Armeeoberkommando wurde Mitte Januar aus der Front gezogen, um im Hinterland der 4. Panzerarmee an der bedrohten Nahtstelle zur Heeresgruppe Nord gegen die beidseitig der westlichen Düna durchgebrochenen Einheiten der sowjetischen 4. Stoßarmee eingesetzt zu werden. Hierfür wurden neben Alarm- und Reserve-Einheiten frische Divisionen (Generalkommando LIX.) aus dem Westen in den Befehlsbereich herangeführt. Im Mai und Juni wurde das unterstellte XXXXVI. A.K. (mot.) aus den Raum Wjasma gegen die noch im Hinterland haltenden sowjetischen Luftlande- und Kavallerie-Verbände angesetzt und im Zusammenwirken mit der 4. Armee aufgerieben. Im Juni 1942 wurde das Oberkommando der 4. Panzerarmee an die südliche Ostfront verlegt, die 3. Panzerarmee übernahm in Ablöse deren Frontabschnitt zwischen Gschatsk bis in den Raum nordwestlich von Juchnow, unterstellt waren jetzt neben dem XXXXVI., auch das XX. und IX. Armeekorps.
Im Zuge der Frontverkürzung infolge des im März 1943 vollzogenen Unternehmen Büffelbewegung wurde auch die 9. Armee aus der Front gezogen, die 3. Panzerarmee übernahm darauf im Anschluss an die Heeresgruppe Nord den neuen Frontabschnitt zwischen Gorodok-Newel-Welisch-Demidow. Ende September 1943 musste sich die 3. Panzerarmee infolge der sowjetischen Smolensker Operation in die Panther-Stellung und den Raum beidseitig von Witebsk zurückziehen.
Armeegliederung am 26. Dezember 1943
VI. Armeekorps
- 256. und 246. I. D., Pz.Gren. Div. Feldherrnhalle,
- 197., 206. und 211. I.D.
- 4. und 14. Luftwaffen-Felddivision

LIII. Armeekorps
- Reste 2., 3. und 6. Luftwaffen-Felddivision
- 129. und 252. I.D.

IX. Armeekorps
- Kampfgruppe 20. Panzerdivision
- Kampfgruppe 87. I.D., Sperrverband Eckhardt
- Polizei-Gren.Div. von Gottberg
- 201. Sicherungs-Division

### 1944
Im Frühjahr 1944 beteiligte die 3. Panzerarmee sich mit der Kampfgruppe von Gottberg, der 201. Sicherungs-Division und der 95. Infanterie-Division an den Unternehmen „Frühlingsfest“ (16. April bis 10. Mai 1944) und „Regenschauer“, die sich gegen Partisanen und Zivilbevölkerung im Raum Polazk richteten. Über 7.000 Menschen wurden getötet, knapp 7.000 gefangen genommen und gut 11.000 als Zwangsarbeiter verschleppt.
Im Sommer wurde die Armee während der sowjetischen Operation Bagration eingekesselt, konnte sich jedoch teilweise wieder befreien. Sie hatte zu diesem Zeitpunkt keine Kampfpanzer mehr, jedoch 60.000 Pferde. Ihre Schwerpunkteinsätze waren die Gefechte bei Tekino, Witebsk und an der Düna.
Armeegliederung am 19. Juli 1944
- XXVI. Armeekorps (General der Infanterie Grasser) mit 6. Panzer-Division, Korpsabteilung D, 52. Sicherungs-Division, 561. Grenadier-Division (ab 27. Juli 1944), Kampfgruppe Tolsdorf und Panzer-Grenadier-Division Großdeutschland
- IX. Armeekorps (General der Artillerie Wuthmann) mit 69., 212., 252. Infanterie-Division, 201. und 391. Sicherungs-Division, 548. Volksgrenadier-Division, Panzergrenadierbrigade von Werthern und Korpsabteilung H

Im Unternehmen Doppelkopf im August gelang es, zeitweilig den Kontakt zur Heeresgruppe Nord wiederherzustellen. Nach Vordringen der Roten Armee zog sie sich nach Litauen und Kurland zurück und geriet während der Baltischen Operation, als der Kontakt zur Heeresgruppe Nord endgültig abriss, ab Oktober 1944 in die Nähe des Flusses Memel in Ostpreußen.

### 1945
Am 20. Januar 1945 gelang sowjetischen Truppen die Eroberung von Tilsit. Nach dem Rückzug des IX. Armeekorps musste auch das Gen. Kdo. XXVIII. aus dem Brückenkopf von Memel zurückgezogen werden. Die 3. Panzerarmee wurde während der Schlacht um Ostpreußen zusammen mit der 4. Armee vom Rest der Heeresgruppe Mitte abgeschnitten. Das Armeeoberkommando wurde daraufhin über die Ostsee evakuiert und in Pommern der Heeresgruppe Weichsel unterstellt, wobei es die Truppen der 11. SS-Panzerarmee übernahm. Die Armee war an der Schlacht um Ostpommern beteiligt und verteidigte bis Ende April die Oder-Linie mit der „Festung Stettin“.
Während der Stettin-Rostocker Operation (April 1945) waren der Armee vier Korpsgruppen unterstellt:
- Korpsgruppe Swinemünde (Generalleutnant Ansat) mit der 402. Infanterie- und 3. Marine-Division
- XXXII. Armeekorps (Generalleutnant Schack) mit der Infanterie-Division „Voigt“, der 281. Infanterie- und 549. Volksgrenadier-Division
- Armeekorps Oder (SS-Generalleutnant von dem Bach-Zelewski) mit der Infanterie-Brigade „Klossek“ und 610. Infanterie-Division
- XXXXVI. Panzerkorps (General der Infanterie Gareis) mit der 547. Volksgrenadier-Division und der 1. Marine-Division[4]

Nach dem sowjetischen Durchbruch an der Oder zog sich der größte Teil der Armee nach Mecklenburg zurück, um in westalliierte Gefangenschaft zu gehen, während Teile (III. SS-Panzerkorps) an der Schlacht um Berlin teilnahmen und in Brandenburg kämpften.

## Kriegsverbrechen
Die 3. Panzerarmee war an zahlreichen Verbrechen gegen die Zivilbevölkerung in Weißrussland beteiligt. Dazu gehörte die Übergabe von Behinderten, Juden und ‚Zigeunern‘ an den SD zur ‚Sonderbehandlung‘. Ab März 1944 ließ die 3. Panzerarmee in großem Umfang Zivilisten aus Witebsk als Arbeitskräfte in das Lager Borissow deportieren. Der Verband führte zusammen mit SS, Polizei und Zivilverwaltung sogenannte „Großaktionen“ gegen Partisanen wie „Unternehmen Regenschauer“ und „Frühlingsfest“ durch. Dabei wurden Dörfer durchsucht und niedergebrannt. Die Zivilbevölkerung wurde entweder für den Arbeitsdienst zwangsrekrutiert oder wegen Partisanenverdacht erschossen. Im Gebiet der 3. Panzerarmee wurden geschätzte 20.000 Menschen, weit überwiegend Zivilisten, getötet.

## Personen
| Dienstzeit                            | Dienstgrad               | Name                 |
| ------------------------------------- | ------------------------ | -------------------- |
| 16. November 1940 bis 5. Oktober 1941 | Generaloberst            | Hermann Hoth         |
| 5. Oktober 1941 bis 15. August 1944   | Generaloberst            | Georg-Hans Reinhardt |
| 15. August 1944 bis 9. März 1945      | Generaloberst            | Erhard Raus          |
| 9. März bis 8. Mai 1945               | General der Panzertruppe | Hasso von Manteuffel |

| Dienstzeit                         | Dienstgrad      | Name                       |
| ---------------------------------- | --------------- | -------------------------- |
| 16. November 1940 bis 13. Mai 1942 | Oberst          | Walther von Hünersdorff    |
| 13. Mai 1942 bis 5. Mai 1943       | Generalleutnant | Walter Schilling           |
| 5. Mai 1943 bis 1. September 1944  | Generalmajor    | Otto Heidkämper            |
| 1. September 1944 bis 8. Mai 1945  | Generalmajor    | Burkhart Müller-Hillebrand |

| Dienstzeit                              | Dienstgrad     | Name                           |
| --------------------------------------- | -------------- | ------------------------------ |
| 16. November 1940 bis 31. Januar 1941   | Oberstleutnant | Harald Freiherr von Elverfeldt |
| 1. Februar 1941 bis 1. Juni 1942        | Oberstleutnant | Carl Wagener                   |
| 2. Juni 1942 bis 5. November 1943       | Oberst         | Dietrich Beelitz               |
| 5. November 1943 bis 25. September 1944 | Oberst         | Hans-Joachim Ludendorff        |
| 25. September 1944 bis 8. Mai 1945      | Major          | Hans Krohn                     |

## Gliederung

### Armeetruppen
- Höherer Artilleriekommandeur 313
- Kommandant des rückwärtigen Armeegebiets 590
- Panzerarmee-Nachschubführer 3
- Panzerarmee-Nachrichten-Regiment 3

### Unterstellte Großverbände
| Juli 1941     | - XXXIX. Armeekorps (mot.) - LVII. Armeekorps (mot.)                                                |
| Oktober 1941  | - VI. Armeekorps - XXXXI. Armeekorps (mot.) - LVI. Armeekorps (mot.) - V. Armeekorps                |
| Februar 1942  | - LIX. Armeekorps                                                                                   |
| Juli 1942     | - IX. Armeekorps - XX. Armeekorps                                                                   |
| Februar 1943  | - XXXXIII. Armeekorps - LIX. Armeekorps - II. Luftwaffen-Feldkorps                                  |
| Dezember 1943 | - IX. Armeekorps - LIII. Armeekorps - VI. Armeekorps                                                |
| Juli 1944     | - IX. Armeekorps - XXVI. Armeekorps                                                                 |
| Oktober 1944  | - XXVIII. Armeekorps - Fallschirm-Panzerkorps „Hermann Göring“ - XXXX. Panzerkorps - IX. Armeekorps |
| März 1945     | - Korpsgruppe Tettau - X. SS-Armeekorps - III. (germanisches) SS-Panzerkorps - XXXII. Armee-Korps   |